# Let Us Pray
Let Us Pray este albumul de debut al formației americane de death metal Vital Remains. A fost lansat de Deaf Records/Peaceville Records⁠(d) în 1992.

## Lista pieselor
- Toate melodiile au fost scrise și aranjate⁠(d) de Vital Remains.

| Nr.             | Titlu                                    | Lungime |  |
| 1.              | „War in Paradise”                        | 7:44    |  |
| 2.              | „Of Pure Unholiness”                     | 6:39    |  |
| 3.              | „Ceremony of the Seventh Circle”         | 6:58    |  |
| 4.              | „Uncultivated Grave”                     | 7:01    |  |
| 5.              | „Malevolent Invocation”                  | 4:10    |  |
| 6.              | „Isolated Magick”                        | 5:13    |  |
| 7.              | „Cult of the Dead”                       | 7:09    |  |
| 8.              | „Frozen Terror”                          | 5:47    |  |
| 9.              | „Amulet of the Conquering” (bonus track) | 5:32    |  |
| Lungime totală: | Lungime totală:                          | 56:13   |  |

## Membrii formației
- Jeff Gruslin - voce
- Tony Lazaro - chitara ritmica
- Paul Flynn - chitară principală
- Joseph "Joe" Lewis - bas
- As Alonzo - tobe